# Genís Garcia
Genís Garcia Iscla (Andorra, 18 de mayo de 1978) es un exfutbolista andorrano. Jugaba de centrocampista y su último equipo fue el FC Encamp de la Primera División de Andorra.

## Trayectoria
Debutó en la temporada 2000/01 con el FC Andorra, y más tarde, en la temporada 2004/05, fichó por el FC Ranger's. Tres temporadas después, en la 2007/08, fichó por el FC Santa Coloma.

## Selección nacional
Ha sido internacional con la Selección de fútbol de Andorra 35 veces.

## Clubes
| Club               | País    | Año       |
| ------------------ | ------- | --------- |
| FC Andorra         | Andorra | 1997-1999 |
| FC La Seu d'Urgell | España  | 1999-2003 |
| FC Andorra         | Andorra | 2003-2004 |
| FC Ranger's        | Andorra | 2004-2007 |
| FC Santa Coloma    | Andorra | 2007-2013 |
| FC Encamp          | Andorra | 2014-2017 |

## Palmarés

### Campeonatos nacionales
| Título                      | Club            | País    | Año       |
| --------------------------- | --------------- | ------- | --------- |
| Primera División de Andorra | FC Ranger's     | Andorra | 2005-2006 |
| Supercopa andorrana         | FC Ranger's     | Andorra | 2005-2006 |
| Primera División de Andorra | FC Ranger's     | Andorra | 2006-2007 |
| Primera División de Andorra | FC Santa Coloma | Andorra | 2007-2008 |
| Supercopa andorrana         | FC Santa Coloma | Andorra | 2007-2008 |
| Copa Constitució            | FC Santa Coloma | Andorra | 2008-2009 |
| Primera División de Andorra | FC Santa Coloma | Andorra | 2009-2010 |
| Primera División de Andorra | FC Santa Coloma | Andorra | 2010-2011 |
| Copa Constitució            | FC Santa Coloma | Andorra | 2011-2012 |